# El Sol de Tampico
El Sol de Tampico es un diario mexicano fundado el 23 de noviembre de 1950 en la ciudad de Tampico, Tamaulipas. Perteneciente a Organización Editorial Mexicana y anteriormente a la Organización Periodística García Valseca.